# Лущановиці
Лущановиці (пол. Łuszczanowice) — село в Польщі, у гміні Клещув Белхатовського повіту Лодзинського воєводства.
Населення — 890 осіб (2011).
У 1975-1998 роках село належало до Пйотрковського воєводства.

## Демографія
Демографічна структура станом на 31 березня 2011 року:
|          | Загалом | Допрацездатний вік | Працездатний вік | Постпрацездатний вік |
| -------- | ------- | ------------------ | ---------------- | -------------------- |
| Чоловіки | 433     | 114                | 282              | 37                   |
| Жінки    | 457     | 116                | 259              | 82                   |
| Разом    | 890     | 230                | 541              | 119                  |